# The Show (colonna sonora)
The Show: The Soundtrack è l'album contenente la colonna sonora del film sull'hip hop The Show, pubblicato nel 1995. L'album, prodotto dalla Def Jam, arriva al quarto posto nella Billboard 200 e resta per sei settimane al vertice della classifica dedicata ai dischi hip hop. La RIAA lo certifica disco di platino.
| Recensione | Giudizio |
| ---------- | -------- |
| AllMusic   | [ 1 ]    |

## Tracce
1. Hip Hop Is... (Kid Creole, Kid Capri & Ecstasy) – 0:10
2. Live!!! (Onyx) – 3:30 (musica: Fredro Starr, Sonee Seeza, Sticky Fingaz)
3. Move On... (Slick Rick) – 0:14
4. My Block (2Pac) – 5:11 (musica: Easy Mo Bee)
5. What's Up Star? (Suga) – 4:10 (musica: Deric "D-Dot" Angelettie, Ron "Amen-Ra" Lawrence)
6. Headbanger Boogie (Method Man) – 0:16
7. How High (Method Man & Redman) – 4:41 (musica: Erick Sermon)
8. It's Entertainment... (Dr. Dre) – 0:20
9. Everyday Thang (Bone Thugs-n-Harmony) – 3:56 (musica: DJ U-Neek)
10. Everyday It Rains (Mary J. Blige) – 4:03 (musica: Nashiem Myrick, Sean "Puffy" Combs)
11. It's All I Had (The Notorious B.I.G.) – 0:11
12. Ol' Skool – 3:39 (musica: Desmond "Divine" Houston, Isaac 2 Isaac, Joseph Simmons)
13. Domino's In the House (Domino) – 4:05 (musica: Domino)
14. Summertime In the LBC (Dove Shack) – 3:55 (musica: Henry "Hank Thomas", Lamon "Sleepy" Turner)
15. The West Coast... (Treach) – 0:22
16. Sowhatusayin (South Central Cartel featuring Jayo Felony, MC Eiht, Spice 1 & Treach) – 6:49 (musica: Prodeje, Robert "Fonksta" Bacon (co.), Tomie Mundy (co.))
17. Zoom Zooms and Wam Wam (Jayo Felony) – 4:01 (musica: Jam Master Jay, Tony "T-Funk" Pearyer)
18. Droppin' Bombz (Tray Dee & So. Sentrelle) – 4:17 (musica: Dave Swang)
19. Save Yourself (Snoop Doggy Dogg) – 0:24
20. Still Can't Fade It (Warren G) – 3:35 (musica: Warren G)
21. Papa Luv It (LL Cool J) – 4:56 (musica: LL Cool J, Ty Fyffe)
22. Glamour and Glitz (A Tribe Called Quest) – 3:37 (musica: Q-Tip)
23. Nuttin' but a Drumbeat... (Russell Simmons) – 0:18
24. Kill Dem All (Kali Ranks) – 4:47 (musica: Andrew Massop, Marc Pomeroy)
25. Me & My Bitch (Live from Philly) (The Notorious B.I.G. featuring Puff Daddy) – 2:58
26. It's What I Feel Inside... (Kid Creole & Ecstasy) – 0:25
27. The Show Theme (Stanley Clarke featuring Slick Rick) – 0:46

## Classifiche

### Classifiche settimanali
| Classifica (1995)         | Posizione raggiunta |
| ------------------------- | ------------------- |
| Stati Uniti               | 4                   |
| US Top R&B/Hip-Hop Albums | 1                   |

### Classifiche di fine anno
| Classifica (1995)         | Posizione raggiunta |
| ------------------------- | ------------------- |
| Stati Uniti               | 84                  |
| US Top R&B/Hip-Hop Albums | 13                  |